# Аральск
Ара́льск (каз. Арал) — город в Кызылординской области Казахстана, административный центр Аральского района.
Железнодорожная станция Аральское Море (каз. Арал Теңізі). Ташкентский железнодорожной ход двухпутный, с нормальной шириной колеи, тяга тепловозная. От станции Аральское Море на восток отходит однопутная железнодорожная ветка протяжённостью 32 км, обслуживающая разработки поваренной соли и сульфата натрия в районе посёлка Жаксыкылыш (быв. Аралсульфат).
В 2 км севернее города проходит магистральная автомобильная дорога М-32 Самара — Шымкент). В 2009—2011 годах дорога прошла капитальный ремонт, ранее от Аральска до границы области дорога имела асфальтовое покрытие, далее в сторону Иргиза имелась только грунтовая дорога в сильно разбитом состоянии.
Планировка улиц прямоугольная с квартальной застройкой; дома преимущественно одноэтажные, глинобитные, в центре двухэтажные, каменные. Главные магистральные улицы покрыты асфальтом, остальные покрыты гравием.

## История

### Дореволюционный период
Вблизи нынешнего Аральска с 1817 года существовал аул Алты-Кудук (Шесть колодцев) — ныне это железнодорожный разъезд в южной части города. С 1870-х годов упоминается в источниках как Аральский посёлок. Со второй половины XIX века и до 1917 года данная территория административно входила в состав Казалинского уезда Сырдарьинской области Туркестанского генерал-губернаторства.
Развитие собственно Аральска началось в период изысканий и строительства Оренбурго-Ташкентской железной дороги (1899—1905). Достоверное подтверждение города как населенного пункта прослеживается с 1900 года. То есть с момента изыскательских работ по строительству Оренбурго-Ташкентской железной дороги (1900 г.) и строительства Аральского ж.д. вокзала и станции Аральское Море (1901—1905 гг.). В те годы поселение располагалось к северо-востоку от железной дороги (нынешняя территория от нефтебазы до телевышки), являлось пристанционным посёлком при станции «Аральское море». В 1905 году был построен железнодорожный вокзал (существующий и до сих пор), с этого года ведёт отсчёт официальная история Аральска.
В 1905 году российские купцы Лапшин, Риткин, Красильников, Макеев со своими лодками организовали крупные рыбацкие союзы и создали акционерное общество «Хива» в Аральске, положив начало промышленному лову рыбы в Арале. В то время в Аральске были созданы корабельные мастерские, рыбные промыслы, формировались объекты по обслуживанию станции и подъездных путей. Русскоязычное население оседало в северо-восточной части города, а приморская часть в районе порта и судоремонтного завода была заселена казахами. К 1912 году произошла ассимиляция казахского и русского населения, постепенное расселение русского населения к корабельным мастерским и рыбным промыслам (этот процесс продолжался вплоть до 1950-х годов). В Аральске существовала деревянная православная церковь и русское кладбище за железнодорожным полотном от вокзала.

### Советский период
После революции, прилегающий населённый пункт к станции «Аральское Море», становится официально посёлком с наименованием Аральск и статусом центра Аральского района Казахской АССР. Летом 1919 года под Аральском была остановлена и рассеяна Колчаковская южная армия под руководством генерала Белова. Дивизии этой армии продвигались от Уфы и Оренбурга на Актюбинск с целью овладения Советской Туркестанской республикой. Армия двигалась вдоль железнодорожной линии, белыми были взяты Актюбинск, Эмба, Челкар и Саксаульск. Армия белых была встречена красными в северной части Аральска между разъездами Жалгызагаш (Желды-Гизим) и № 68 (ныне Ширганак). Железнодорожные цистерны с питьевой водой для «белых» на разъезде Ширганак были расстреляны с кораблей «Хан Хивинский» и «Туркестанец», незаметно подошедшими по морскому заливу Малый Сарышиганак, близко к разъезду. Перед генеральным наступлением силы противника остались без воды, что во многом определило исход битвы в пользу Красной армии. В советский период два самых крупных корабля Аральского моря «Хан Хивинский» и «Туркестанец» были переименованы в «Киров» и «Коммуну», списаны и уничтожены в 1980-х.
7 октября 1921 года В. И. Ленин в письме обратился к рыбакам Аральского моря:
Жертвуйте, дорогие товарищи, аральские ловцы и рабочие, щедрой рукой! Вы сделаете не только дело человеческой совести, но вы укрепите дело рабочей революции. Ибо вы всему миру покажете, а прежде всего всем трудящимся, что несокрушима мощь рабочего Советского государства, построенного на широчайшей помощи друг другу пролетариев самых отдалённых друг от друга мест.
В ответ на обращение аральские рыбаки в декабре 1921 года отгрузили 14 вагонов рыбы.
С 1918го по 1928 г. Аральск административно входит в состав Казалинского уезда, Сырдарьинской губернии (центр в Ак-Мечети (с 1925 Кзыл-Орда)) Туркестанской ССР (до 1925 г.) и Казахской АССР (с 1925 г.). С 1928го по 1930 г., после упразднения губерний, в составе Кзыл-Ординского округа Казахской АССР. С 1930 года, после упразднения округов, административный центр Аральского района Казахской АССР. С 1938 года Аральск вместе с Аральским районом вошёл в состав вновь образованной Кзыл-Ординской области Казахской ССР и получил статус города.
На протяжении большей части двадцатого века Аральск был центром рыболовства — портом на Аральском море. Имелась промышленность Всесоюзного, республиканского и местного значения. В частности: АСРЗ (Аральский судоремонтный завод (изготовление и ремонт судов)) впоследствии ставший АЗПТО (Аральский завод подъёмно-транспортного оборудования (изготовление ролл-трейлеров для морских портов), Производственное объединение «Аралрыбпром» (включал в себя 5 рыбозаводов, обрабатывал 45 % улова рыбы Арала и других регионов СССР (Балтика, Приморье и др.)), Производственное объединение «Аралсоль» (производство поваренной соли и мирабилита), АЗНСО (Аральский завод насосно-силового оборудования (изготовление промышленных насосно-силовых агрегатов), АШФ (Аральская швейная фабрика), АКЗ (Аральский кирпичный завод), Аральский маслозавод, Аральский асфальтовый завод и др. В городе имелись две передвижные механизированные колонны. До деградации Аральского моря, произошедшей во второй половине XX века, основным занятием жителей были рыболовство и переработка рыбы, добыча соли и мирабилита, а в дальнейшем — машиностроение и металлообработка. Максимальный уровень развития экономического и социального развития Аральска был достигнут в 1970-х годах, перед началом резкого снижения уровня моря.

### Военные городки
В советское время в Аральске имелись три закрытых военных городка: Аральск-5 (Урал) на юге города, Аральск-6 (Чайка) и Аральск-8 (Берёзка) в 6 км к северо-западу от города, в районе железнодорожной станции Жалгызагаш. Условное наименование Аральск-7 носил военный городок Кантубек на полигоне «Бархан», на острове Возрождения в Аральском море.
Расквартированные в городке «Урал» воинские подразделения были функционально связаны с военным биохимическим полигоном «Бархан» на острове Возрождения, городок Чайка относился к ракетным войскам стратегического назначения, в городке Берёзк" была расквартирована авиационная эскадрилья.
В городке Чайка проживали с семьями военнослужащие войсковой части 41167 — 14-й отдельной испытательной станции (14 ОИС) полигона Капустин Яр. Задачи, выполняемые в/ч 41167 в структуре 4 ГЦП (полигон «Капустин Яр») в разное время:
- траекторные измерения на конечном участке полёта ракет, запускаемых при испытаниях на боевое поле «Аральск»;
- определение места падения ГЧ, отстреливаемых бронекассет, последних ступеней ракет, их розыск и эвакуация на базу;
- фиксация и определение параметров ЯВ при испытательных подрывах ракеты Р-5М в период лётных испытаний первого ракетного комплекса с ядерным снаряжением ГЧ;
- измерения характеристик отражённых радиолокационных сигналов от головных частей и средств преодоления ПРО на испытательно-исследовательской базе («объект»);
- первичная обработка результатов измерений и испытаний ГЧ и комплекса средств преодоления ПРО вероятного противника в лабораториях части.[5]

На топографической карте 1980-х годов постройки аэродрома Аральск обозначены как МТМ (машино-тракторные мастерские), а городки Аральск-8 и Аральск-6 как посёлок Кирпичный.
В конце 1992 — начале 1993 года, в связи с расформированием полигона «Бархан», личный состав военных городков Аральск-5, Аральск-6, Аральск-7, Аральск-8 был вместе с семьями передислоцирован в Россию, а городки пришли в негодность и были в значительной мере разобраны на стройматериалы жителями «гражданского» Аральска.
В 5 км к северо-западу от города имеется бывший аэропорт совместного базирования военной и гражданской авиации, который использовался для транспортного обеспечения полигона на острове Возрождения и для поисково-спасательного обеспечения космических запусков с космодрома Байконур. Эти функции выполняла 220-я отдельная испытательная авиационная эскадрилья особого назначения (220-я ОИАЭ). Из аэропорта выполнялось также большое количество рейсов гражданской авиации (на самолётах Ан-2) в населённые пункты региона. Ныне территория аэропорта используется эпизодически как посадочная площадка.

### Известные жители Аральска
- Толеген Медетбаев — (1890—?) — «Начальник Арала» в 1920-х годах, известен перепиской с Лениным по поставке рыбы голодающему Поволжью.
- Абдижамил Каримович Нурпеисов (1924—2022) — Народный писатель Казахской ССР (1985). Лауреат Государственной премии СССР (1974). Автор историко-революционной трилогии «Кровь и пот» о рыбаках Арала (родился в ауле Ушкон на полуострове Куланды Аральского района).
- Лев Яковлевич Рохлин (1947—1998) — генерал-лейтенант, российский политический и военный деятель, депутат Государственной думы РФ 2-го созыва, председатель Комитета Государственной Думы РФ по обороне (1996—1997).
- Валерий Николаевич Очиров (1951) — родился в посёлке Аралсульфат, заслуженный военный лётчик России, генерал-лейтенант, Герой Советского Союза (1985, за афганскую войну).

## Современное состояние
С 1990-х Аральск официально входит в приаральскую зону экологического бедствия. Из-за очень высокого уровня безработицы молодёжь покидает город, уезжая в Байконур, Кызылорду, другие города Казахстана и России.
В 2005 году закончилось строительство плотины вблизи посёлка Кокарал, в результате чего уровень воды в северной части Аральского моря (Малый Арал) стал повышаться и в настоящее время достиг абсолютной отметки 42 м. Ныне в Аральском районе возрождается рыболовство (в Малом море акклиматизирована камбала), организовано изготовление лодок. В ближайшие годы граница моря может вплотную приблизиться к городу, что даёт надежду на решение социальных проблем местных жителей, создание новых рабочих мест.
В Аральске ныне функционируют рыбоперерабатывающий комбинат «Камбала Балык» (производительность 300 тонн в год), расположенный на месте бывшего хлебозавода, акционерное предприятие по выпуску рыбной продукции «Аралбалык», созданное на базе Аральского рыбного комбината. В 2008 году в Аральске открылся рыбоперерабатывающий комбинат «Атамекен Холдинг» (проектная производительность 8000 тонн в год), который будет использовать рыбу, добываемую в северной части Аральского моря (Малый Арал). Ныне предприятие работает не на полную мощность.

## Население
| 1923    | 1939    | 1959    | 1970    | 1979    | 1989    | 1999    |
| ------- | ------- | ------- | ------- | ------- | ------- | ------- |
| 2750    | ↗16 393 | ↗19 615 | ↗37 722 | ↘32 087 | ↘30 801 | ↘30 347 |
| 2009    | 2021    |         |         |         |         |         |
| ↘29 887 | ↗36 004 |         |         |         |         |         |

На 1 октября 2022 года, население города составило 36793 человек (18580 мужчины и 18213 женщин).

## Природа
Местность представляет собой слабо холмистую равнину, общий уклон местности — к Аральскому морю. Абсолютные отметки рельефа — от 55 до 71 м.
Восточная часть территории занята бугристо-ячеистыми песками, закреплёнными полукустарниковой растительностью. Высота песчаных бугров и гряд 5—25 м, глубина ячей — 3—8 м. На равнинных участках пониженные места заняты такырами.
На территории отсутствуют реки с постоянным водотоком. Вода бывает в пересыхающих реках, промоинах в период таяния снега и весенних дождей. На юге территории находится высохший залив Аральского моря — Большой Сарышыганак.
Растительность пустынная и полупустынная, представлена травами (ковыль, полынь, биюргун) и полукустарниками (тамариск, джузгун). Повсеместно распространён жантак (верблюжья колючка). В городе мало зелени (в основном карагач).

## Климат
Климат резко континентальный, засушливый, с большими колебаниями сезонных и суточных температур воздуха, малым количеством осадков (около 130 мм в год).
Зима (середина ноября — середина марта) с переменной облачностью и частыми туманами. Средняя температура воздуха днём — −5…−10 °C, ночью до −20…−25 °C (минимальная — −37,9 °C). Устойчивые морозы начинаются в декабре. В любой месяц зимы возможны оттепели. Осадки выпадают преимущественно в виде снега. Снежный покров образуется во второй половине декабря и держится до конца марта; высота его обычно не превышает 16 см (в снежные зимы до 30 см). Средняя глубина промерзания грунта 1,3 м.
Весна (середина марта — апрель) тёплая с неустойчивой погодой в первой половине. Температура воздуха в начале сезона днём −1…−10 °C, ночью до — −10 °C; в конце сезона днём — до +25 °C, ночью от — −1 °C до +8 °C. Осадки выпадают в виде кратковременных дождей, иногда со снегом.
Лето (май — середина сентября) характеризуется устойчивой жаркой сухой и малооблачной погодой. Температура воздуха днём — +30…+35 °C (максимальная — +44,8 °C), ночью температура опускается до +15…+18 °C. Летом часто бывают суховеи (пыльные бури), которые поднимают в воздух песок и пыль.
Осень (середина сентября — середина ноября) — в первой половине сухая и тёплая, во второй облачная и прохладная. Температура воздуха днём +5…+25 °C, ночью — −5…+5 °C. Осадки выпадают в виде моросящих дождей, во второй половине ноября выпадает мокрый снег.
Ветры весной и летом преимущественно западные и северо-западные, осенью и зимой восточные и северо-восточные. Преобладающая скорость ветра — 3—7 м/с. В течение всего года (особенно в зимний и весенний период) часто наблюдаются сильные штормовые ветры со скоростью 15 м/с и более (45 дней за год).
Среднее число дней с явлениями погоды за год: осадки 121 (январь 17, июнь 7), туман 25, метель 17, гололёд 12, гроза 14, пыльная буря 67. Число ясных дней по общей облачности — 74, пасмурных по нижней облачности — 18.
- Среднегодовая температура — +9,1 C°
- Среднегодовая скорость ветра — 4,6 м/с
- Среднегодовая влажность воздуха — 59 %

| Показатель                    | Янв.  | Фев.  | Март  | Апр.  | Май  | Июнь | Июль | Авг. | Сен. | Окт.  | Нояб. | Дек.  | Год   |
| ----------------------------- | ----- | ----- | ----- | ----- | ---- | ---- | ---- | ---- | ---- | ----- | ----- | ----- | ----- |
| Абсолютный максимум, °C       | 6,3   | 17,8  | 29,2  | 36,0  | 39,9 | 44,6 | 44,8 | 44,4 | 41,0 | 32,6  | 24,7  | 10,7  | 44,8  |
| Средний суточный максимум, °C | −6,8  | −4,9  | 5,3   | 18,2  | 26,5 | 32,4 | 34,2 | 32,6 | 25,2 | 15,8  | 4     | −4,2  | 14,9  |
| Средняя температура, °C       | −10,7 | −9,4  | 0,0   | 11,8  | 19,7 | 25,8 | 27,7 | 25,7 | 18,1 | 9,1   | −0,6  | −7,9  | 9,1   |
| Средний суточный минимум, °C  | −14,4 | −13,6 | −4,4  | 5,8   | 12,7 | 18,4 | 20,5 | 18,4 | 11,2 | 3,3   | −4,4  | −11,4 | 3,5   |
| Абсолютный минимум, °C        | −37,9 | −37,2 | −36,1 | −15,9 | −5,4 | 2,2  | 8,2  | 5,0  | −4,4 | −15,7 | −31,6 | −34,8 | −37,9 |
| Среднее число дней с осадками | 17    | 13    | 11    | 8     | 10   | 7    | 8    | 5    | 5    | 8     | 12    | 16    | 121   |
| Норма осадков, мм             | 11    | 13    | 16    | 14    | 14   | 12   | 8    | 6    | 4    | 14    | 14    | 13    | 139   |
| Средняя влажность, %          | 84    | 82    | 76    | 53    | 45   | 37   | 37   | 37   | 43   | 58    | 76    | 82    | 59    |
| Средняя скорость ветра, м/с   | 4,6   | 5,2   | 5,5   | 5,3   | 4,9  | 4,6  | 4,4  | 4,2  | 4,1  | 4,2   | 4,3   | 4,2   | 4,6   |
| Источник:                     |       |       |       |       |      |      |      |      |      |       |       |       |       |

## Топографические карты
- Лист карты L-41-VIII Аральск. Масштаб: 1 : 200 000. Состояние местности на 1982 год. Издание 1986 г.